# It's My Life (Bon Jovi)
«Це моє життя» — сингл американського рок-гурту Bon Jovi. Він вийшов 23 травня 2000 року як ведучий сингл з сьомого студійного альбому, Crush (2000). Пісню написали і спродюсували Джон Бон Джові, Річі Самбора, і Макс Мартін. Співпродюсором виступив Люк Еббін.
Пісня стала номером один в Австрії, Бельгії (Фландрія), Італії, Нідерландах, Румунії, Іспанії та Швейцарії, також потрапила в топ-10 в кількох інших країнах (хоча досягла тільки номера 33 у США в US Billboard Hot 100). Пісня, можливо, їх найвідоміший пост-1980-х хіт і виконувалася практично на всіх концертах з моменту її виходу. Ця пісня з'явилася в рекламному ролику Міцубісі Моторс у 2001—2004 роках
Пісня має багато класичних фішок Бон Джові, таких як використання ток-боксу.

## Реакція від шанувальників
«Ніхто не очікував, що 'It's My Life'» стане хітом — зазначив Джон Бон Джові в 2007 році. «Крім нас. Ми знали, що це хіт». Ця пісня стала гімном, який звертався до численних шанувальників. Як Бон Джові пізніше заявив: "Я думав, що написав дуже поблажливо про моє життя і де я був у ньому. Я не усвідомлював, що фраза «It's My Life' приймуть майже всі — підлітки, старші хлопці, механіки, хто завгодно. 'Це моє життя, і я беру контроль.' Кожен відчуває себе таким чином час від часу.»

## Музичне відео
Відео було натхненне фільмом Біжи, Лола, біжи. Джон Бон Джові і Естес зустрілися на знімальному майданчику в U-571 і Джон вибрав його, щоб бути у відео в якості Томмі.
Це найпопулярніше відео Бон Джові на Ютубі, з понад 1 мільярдом переглядів станом на липень 2021 року.

## Трек-лист та варіанти
| German CD Single Pt. 1 (562754) (Released: May 23, 2000) 1. «It's My Life» (Main version) — 3:46 2. «Hush» (Demo version) — 3:48 3. «You Can't Lose at Love» (Demo version) — 4:44 4. «Someday I'll Be Saturday Night» (Enhanced Video Clip) Recorded live at the Sanctuary II, New Jersey Web Concert on February 10, 1999. Directed by Tony Bongiovi. UK CD Single Pt. 1 (562752) (Released: 2000) 1. «It's My Life» (Main version) — 3:46 2. «Hush» (Demo version) — 3:48 3. «You Can't Lose at Love» (Demo version) — 4:44 Includes Poster. Australian CD Single (562756) (Released: May 23, 2000) 1. «It's My Life» (Main version) — 3:46 2. «Hush» (Demo version) — 3:48 3. «You Can't Lose at Love» (Demo version) — 4:44 4. «I Don't Want to Live Forever» (Demo version) — 4:27 5. «Someday I'll Be Saturday Night» (Enhanced Video Clip) Recorded live at the Sanctuary II, New Jersey Web Concert on February 10, 2000. Directed by Tony Bongiovi. | German CD Single Pt. 2 (562755) (Released: May 23, 2000) 1. «It's My Life» (Dave Bascombe Mix) — 3:44 2. «Temptation» (Demo version) — 3:48 3. «I Don't Want to Live Forever» (Demo version) — 4:27 4. «Livinʼ on a Prayer» (Enhanced Video Clip) Recorded live at the Sanctuary II, New Jersey Web Concert on February 10, 2000. UK CD Single Pt. 2 (562768) (Released: 2000) 1. «It's My Life» (Dave Bascombe Mix) — 3:44 2. «Temptation» (Demo version) — 3:48 3. «I Don't Want to Live Forever» (Demo version) — 4:27 4. «It's My Life» (Enhanced Video Clip) Dutch CD Single (9815274) (Released: January 26, 2004) 1. «It's My Life» (Acoustic version) — 3:41 2. «Wanted Dead or Alive» (Demo version) — 3:42 3. «Joey» (Live version) — 5:03 Recorded live on January 19, 2003 in Yokohama Arena, Japan. 4. «Wanted Dead or Alive» (Enhanced Video Clip) |

## Офіційні версії і ремікси
Наступні версії і ремікси вийшли комерційно.
- Основна версія — 3:46
- Акустична версія — 3:41
- Дейв Баскомб Мікс — 3:44

### Акустична версія
Набагато повільніша, акустично баладна версія пісні була представлена Бон Джові в альбомі This Left Feels Right, 2003 , збірнику кращих хітів, які були адаптовані в нові формати. Ця версія також вийшла як сингл.

## Нагороди
Виграні:
- «Відео року» за версією VH1 My Music Awards[6]
- Одна з кращих пісень року на ASCAP[en] Pop Music Awards

Номіновані:
- «Найкраще рок-виконання дуету або групи з вокалом» на 43-й премії Греммі, але програли U2 з «Beautiful Day»

## Чарти і сертифікації
| Чарт (2000—2001)                          | Найвища позиція |
| ----------------------------------------- | --------------- |
| Австралія (ARIA)                          | 5               |
| Австрія (Ö3 Austria Top 75)               | 1               |
| Бельгія (Ultratop Flanders)               | 1               |
| Бельгія (Ultratop Wallonia)               | 6               |
| Canada Top Singles (RPM)                  | 20              |
| Canada Adult Contemporary (RPM)           | 38              |
| Canada Rock/Alternative (RPM)             | 11              |
| Denmark (IFPI)                            | 2               |
| Europe (European Hot 100 Singles)         | 1               |
| Фінляндія (Suomen virallinen lista)       | 6               |
| Франція (SNEP)                            | 14              |
| Німеччина (Official German Charts)        | 2               |
| Iceland (Íslenski Listinn Topp 40)        | 2               |
| Ірландія (IRMA)                           | 5               |
| Італія (FIMI)                             | 1               |
| Нідерланди (Dutch Top 40)                 | 1               |
| Нідерланди (Mega Single Top 100)          | 1               |
| Норвегія (VG-lista)                       | 3               |
| Poland (Polish Singles Chart)             | 2               |
| Portugal (AFP)                            | 1               |
| Romania (Romanian Top 100)                | 1               |
| Шотландія (Official Charts Company)       | 3               |
| Іспанія (PROMUSICAE)                      | 1               |
| Швеція (Sverigetopplistan)                | 2               |
| Швейцарія (Media Control AG)              | 1               |
| Велика Британія (Official Charts Company) | 3               |
| США (Billboard Hot 100)                   | 33              |
| США (Adult Top 40) (Billboard)            | 11              |
| США (Latin Pop Airplay) (Billboard)       | 40              |
| США (Mainstream Top 40) (Billboard)       | 14              |

| Чарт (2011)              | Найвища позиція |
| ------------------------ | --------------- |
| Угорщина (Single Top 40) | 6               |

| Чарт (2000)                        | Позиція |
| ---------------------------------- | ------- |
| Australia (ARIA)                   | 24      |
| Austria (Ö3 Austria Top 40)        | 2       |
| Belgium (Ultratop 50 Flanders)     | 8       |
| Belgium (Ultratop 50 Wallonia)     | 19      |
| Europe (Eurochart Hot 100)         | 5       |
| France (SNEP)                      | 29      |
| Germany (Official German Charts)   | 5       |
| Iceland (Íslenski Listinn Topp 40) | 58      |
| Netherlands (Dutch Top 40)         | 17      |
| Netherlands (Single Top 100)       | 12      |
| Romania (Romanian Top 100)         | 4       |
| Sweden (Sverigetopplistan)         | 5       |
| Switzerland (Schweizer Hitparade)  | 3       |

| Чарт (2000—2009)                 | Позиція |
| -------------------------------- | ------- |
| Germany (Official German Charts) | 53      |

| Регіон                                                                                          | Сертифікація  | Продажі   |
| ----------------------------------------------------------------------------------------------- | ------------- | --------- |
| Австралія (ARIA)                                                                                | Платиновий    | 70 000^   |
| Австрія (IFPI Austria)                                                                          | Платиновий    | 50 000*   |
| Бельгія (BEA)                                                                                   | Платиновий    | 50 000*   |
| Франція (SNEP)                                                                                  | Золотий       | 250 000*  |
| Німеччина (BVMI)                                                                                | Платиновий    | 500 000^  |
| Італія (FIMI)                                                                                   | Платиновий    | 50 000*   |
| Нідерланди (NVPI)                                                                               | Золотий       | 40 000^   |
| Швеція (IFPI Sweden)                                                                            | Платиновий    | 30 000^   |
| Швейцарія (IFPI Switzerland)                                                                    | Платиновий    | 50 000^   |
| Велика Британія (BPI)                                                                           | Платиновий    | 600 000^  |
| США (RIAA)                                                                                      | 2× Платиновий | 2 000 000 |
| *продажі, що базуються лише на сертифікаціях ^відвантаження, що базуються лише на сертифікаціях |               |           |